# 卡斯提爾的瑪麗亞
卡斯提爾的瑪麗亞（西班牙語：María de Castilla，1401年9月14日—1458年9月4日），亞拉岡王后，恩里克三世的女兒。
1415年，瑪麗亞和亞拉岡國王斐迪南一世的長子阿方索結婚。隔年斐迪南一世去世，阿方索繼位為亞拉岡國王（阿方索五世）。兩人沒有子女。